# Candor (Nowy Jork)
Candor – miasto w Stanach Zjednoczonych, w stanie Nowy Jork, w hrabstwie Tioga.